# Benoît Violier
Benoît Violier (Saintes, Francia, 22 de agosto de 1971 - Crissier, Suiza, 31 de enero de 2016) fue un cocinero francosuizo galardonado con tres Estrellas Michelín.

## Biografía
Nacido en Saintes, Francia, en 1971 y con nacionalidad suiza desde 2015, Violier era hijo de viticultores y apasionado de la cocina desde muy joven. Su formación empezó a los 16 años, con el chef Didier Stéphan. Poco después siguió su aprendizaje con grandes chefs parisinos, como Joël Robuchon, Jean Philippon o Frédéric Anton. Durante su juventud, también trabajó en el hotel Ritz parisino y en el destacado restaurante La Tour d’Argent.
Violier dirigía el restaurante de l’Hôtel de Ville de Crissier, en la localidad suiza de Crissier, premiado con tres Estrellas Michelín y considerado uno de los mejores del mundo. El local está especializado en carne de caza, de la que el chef era un apasionado. Violier trabajaba en este restaurante desde 1999 y lo dirigía, junto a su mujer, desde 2012.
En diciembre de 2015, el restaurante encabezó  La Liste, nueva clasificación del Ministerio de Exteriores francés para competir con la lista británica 50 Best. La edición suiza de la guía Gault&Millau de 2013 premió a Violier como cocinero del año.
Falleció el 31 de enero de 2016 a los 44 años. Violier fue encontrado muerto en su casa. Se supone que fue un suicidio con una escopeta de caza.
El 8 de febrero se conoció que Violier había sido estafado por una marca que según decía vendía costosos vinos de Borgoña y Burdeos pero todo era una trampa. Cobraban y desaparecían sin jamás entregar el vino. Se supo entonces que Violier habría perdido entre 750.000 y 8 millones de euros. Esa misma marca también fingía vender esos vinos a otros chefs muy famosos. Algunos se habrían endeudado por más de 3 millones de euros.

## Premios y reconocimientos
- Tres Estrellas Michelín.
- Mejor restaurante del mundo, otorgado por La Liste, que publica anualmente una lista con los 1000 mejores establecimientos de 48 países.[5]
- 2013, Cocinero del año, por la edición suiza de la Guía Gault&Millau.